# Kisvárda
Kisvárda (in italiano: Castelluccio Piccolo) è una città di 17.246 abitanti situata nella contea di Szabolcs-Szatmár-Bereg, nell'Ungheria nord-orientale.

## Amministrazione

### Gemellaggi
- Târgu Secuiesc, Romania
- Hildburghausen, Germania
- Prien am Chiemsee, Germania
- Karmiel, Israele
- Kráľovský Chlmec, Slovacchia
- Strzyżów, Polonia